# McDonnell F3H Demon
Cet appareil ne doit pas être confondu avec le Hawker Demon, un avion à hélice biplan britannique des années 1930
Pour les articles homonymes, voir Démon.
Le McDonnell F3H Demon est le premier véritable chasseur embarqué tout temps de l'US Navy. Il aurait dû être le chasseur embarqué capable de rivaliser avec les chasseurs terrestres . C'est le seul avion monoréacteur développé par McDonnell.

## Conception

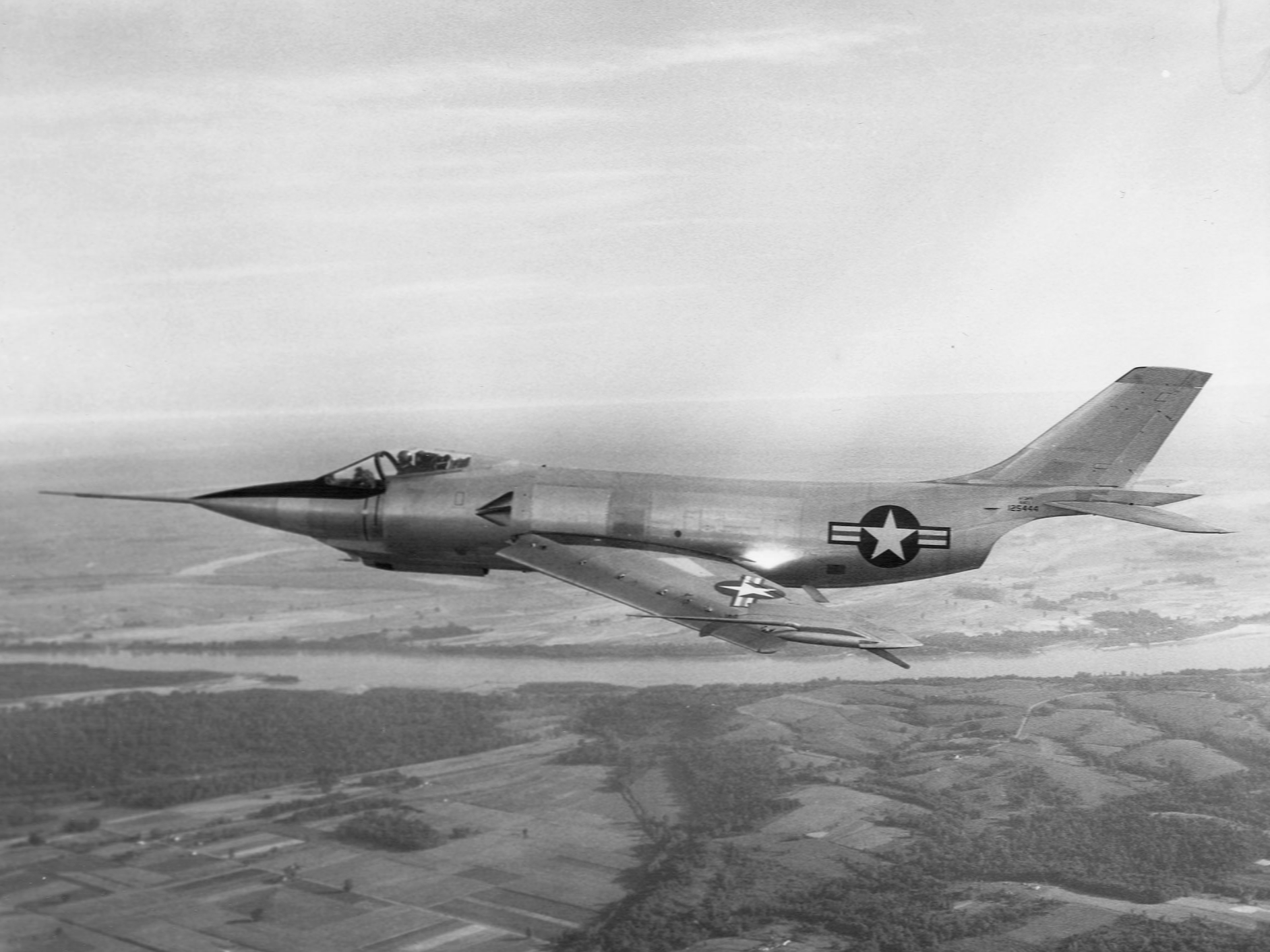
Prototype XF3H Demon en vol en 1951

En 1949, l'US Navy cherchait déjà un remplaçant pour les F2H Banshee. Elle se tourna logiquement vers McDonnell pour lui demander de concevoir cet appareil autour du nouveau réacteur Westinghouse J40 qui devait offrir trois fois plus de poussée que les deux réacteurs du Banshee. Malheureusement, le J-40 se révéla très en dessous de ces prévisions, ne développant qu'un tiers de la poussée initialement prévue. Pire, huit des trente cinq exemplaires construits firent l'objet d'accidents graves et les appareils restants furent cloués au sol. De plus, le poids à vide et en charge ne cessant d'augmenter, le J-40we fut incapable de performances acceptables. Westinghouse proposa donc une version améliorée du J-40, le J-40WE-22. Ce dernier se révélant pire que son prédécesseur, et l'US Navy entreprit de réinstaller l'ancienne version du J-40 .
McDonnell et l'US Navy se mirent à la recherche d'un autre moteur. La meilleure alternative fut trouvée avec l'Allison J71 qui équipait déjà les B-66 Destroyer. Mais le montage de ce réacteur impliquait une modification des ailes et un fuselage plus large. Les nouveaux Demon avec le réacteur J71 furent dénommés F3H-2N.
Les F3H-2N connurent eux aussi des problèmes dus à la faible poussée du J71. Néanmoins l'US Navy passa commande de 239 F3H-2N.

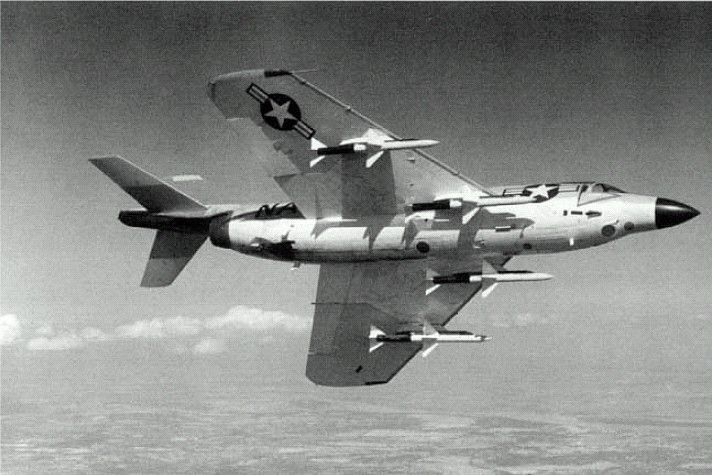
F3H-2M armé de 4 missiles Sparrow AIM-7C

L'armement standard était de quatre canons Colt Mk 12 (en) de 20 mm, puis quatre missiles Sparrow et plus tard Sidewider. En mission de chasse les canons étaient souvent démontés, pour gagner du poids, et seuls les missiles (en général 2 Sparrow et 2 Sidewinder) étaient conservés.

## Les défaillances
En dehors des problèmes de réacteurs, le Demon fut aussi affecté par d’autres facteurs :
- Le Demon a été le premier chasseur à avoir des servocommandes à commande hydraulique, mécanique, sans back-up. En cas de défaillance du circuit hydraulique, une pompe à air à vérin hydraulique, installée juste en avant du ventre de l'appareil, entraînait une pompe hydraulique qui alimentait le petit système d'urgence mais uniquement hydraulique. Le système fonctionnait bien aussi longtemps que l'avion évoluait à des vitesses élevées, mais en vitesse plus réduite notamment lors de l’atterrissage, ce système ne fournissait pas assez d'énergie pour répondre aux besoins hydrauliques nécessaires pour contrôler l'avion.
- Le F3H-1 rencontra beaucoup de problèmes au niveau des sièges éjectables, qui furent responsables d’une partie des décès sur le F3H. Les premiers sièges éjectables furent finalement remplacés par des sièges Martin Baker plus fiables.
- Même avec le nouveau réacteur J-71, le Demon connut des problèmes d’extinction moteur par temps de pluie ou de gel. Le problème fut corrigé notamment par la réduction de taille de certaines aubes du réacteur, ce qui réduisit encore la poussée du J-71.

## Engagements

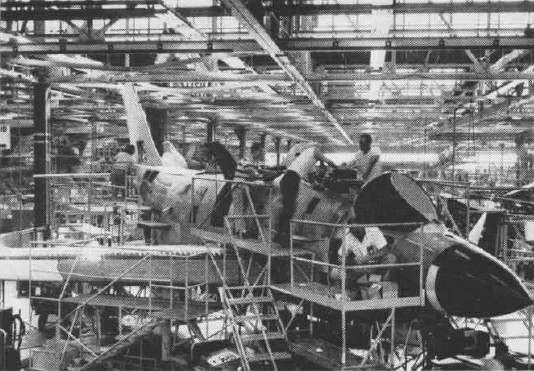
Assemblage du dernier Demon en 1959 a l'usine McDonnell Aircraft de Saint-Louis (Missouri).

Aucun. Le 7 mars 1956, le Demon fut mis en service opérationnel bien après la fin de la guerre de Corée. Bien que l'avion n'ait pas suffisamment de puissance pour des performances supersoniques et une endurance insuffisante pour son rôle polyvalent prévu, il complétait les chasseurs de jour tels que le Vought F-8 Crusader et le Grumman F-11 Tiger (tous deux mis en service en 1957) en tant qu'avion embarqué sur porte-avions polyvalent tout-temps armé de missiles,.
La carrière du Demon fut écourtée à la suite de 11 accidents successifs coûtant la vie à deux pilotes, l'un des accidents survenant lors d'une présentation au Président des États-Unis Eisenhower en 1957. Tous les F3H-1 furent cloués au sol, jusqu'à l'arrivée de la version F3H-2.
 
À la suite de ces accidents la majorité des pilotes décollèrent des porte-avions verrière ouverte afin de faciliter l'éjection.

Un total de 519 exemplaires furent construits avant que la production ne cesse en 1959.

Le Demon resta tout de même en première ligne jusqu'à l'arrivée en service du McDonnell Douglas F-4 Phantom II en 1962, plus performant et plus polyvalent. En septembre 1964, le dernier escadron équipé de Demon, les VF-161 Chargers, échangea ses F-3 contre des F-4B Phantom II. Il n'a pas participé à la Guerre du Vietnam.

## Développement ultérieur
Les performances du Demon laissant à désirer, McDonnell entreprit, dans un premier temps sur fonds propres, dès l’été 1953, de développer un Super Demon (Mc Donnell Mod 98B ou F3H-3G). En 1954 l’US Navy demanda, pour un projet d’avion d’attaque embarqué, d’équiper les F3H-3G avec des réacteurs Wright J65, et le F3H-3G devint le YAH-1.
Parallèlement, le Super Demon F3H-3G fut abandonné au profit du F-8 Crusader, et en 1954 le YAH-1 fut également abandonné au profit du A-4 Skyhawk.
Décidé néanmoins à produire un autre avion embarqué, McDonnell, reprit la cellule du YAH-1, retira les canons, rajouta un radar et un système d’armes incluant les nouveaux missiles Sparrow AIM-7E alors en développement, et dut modifier sensiblement la cellule afin d’intégrer le nouveau réacteur le General Electric J79 puis proposa son projet à la Navy.
La Navy ne sachant si l’avion devait être mono ou biplace, McDonnell construisit un exemplaire monoplace et un autre biplace. Bien que sa mission principale fût la protection de la flotte, l’US Navy demanda que l’avion garde éventuellement ses capacités d’attaque. Toutes ces modifications et nouveautés (les missiles Sparrow étant semi-encastrés sous le fuselage, l'avion de chasse ayant une capacité d’attaque, premier système d’arme intégré dès la conception, plus de canons internes) en firent un nouvel appareil qui prit alors la désignation F4H-1 Phantom II,.

## Variantes
- XF3H-1 : Prototype, 2 exemplaires construits;

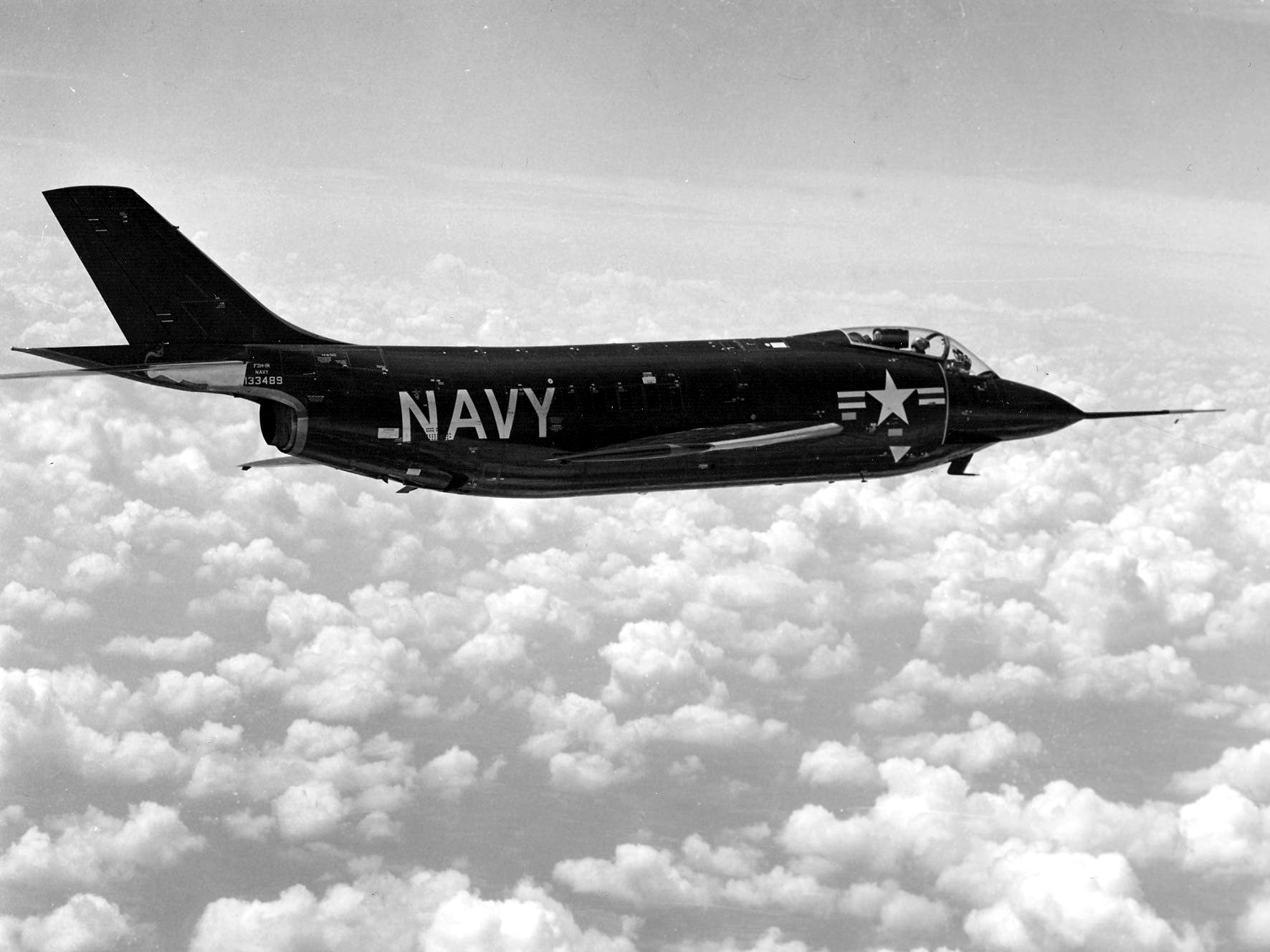
McDonnell F3H-1N Demon en 1954

- F3H-1N : Version de production initiale. Chasseur tout temps monoplace doté du moteur Westinghouse J40-WE-22, 58 construits;
- F3H-1P : Version de reconnaissance, jamais construite ;
- F3H-2N : Chasseur tout-temps doté du moteur Allison J71-A-2 et équipé de 4 missiles air-air AIM-9 Sidewinder. 239 construits. Renommé F-3C en 1962[8];
- F3H-2M : Version dérivée du F3H-2N armée avec 4 missiles air-air AIM-7C Sparrow. 80 construits. Renommé MF-3B en 1962[9];
- F3H-2 : Version d'attaque conservant les capacités Sidewinder et Sparrow du −2N/M et en ajoutant une charge utile de bombes ou de roquettes de 6 000 lb (2 730 kg). 239 construits. Renommé F-3B en 1962;
- F3H-2P : Version de reconnaissance, jamais construite ;
- F3H-3 : Version proposée avec le moteur General Electric J73. Non construit.
- F3H-3G Super Demon: prototype du McDonnell Douglas F-4 Phantom II devient YAH-1 puis F4H-1

## Modèles exposés
F3H-2M :
- 137078 - Au National Museum of Naval Aviation à Pensacola, en Floride.

F3H-2N :
- 133566 - Sur l'USS Intrepid à New York.
- 145221 - Au Pima Air & Space Museum de Tucson, Arizona.

### Culture populaire
Le F3H Demon apparait au fil des pages des albums des Aventures de Buck Danny, SOS Soucoupes Volantes (n°20 - 1959) et Le Retour des Tigres Volants (n°26 - 1962).

### Développement lié
- McDonnell F2H Banshee
- McDonnell Douglas F-4 Phantom II

### Aéronefs comparables
- Dassault Étendard IV
- Supermarine Scimitar
- North American F-100 Super Sabre